# Айзенберг, Михаил Натанович
Михаи́л Ната́нович Айзенбе́рг (род. 23 июня 1948, Москва) — русский поэт, эссеист, литературный критик. Лауреат премии Андрея Белого (2003), Большой премии «Московский счёт» (2017, 2018).

## Биография
Родился в 1948 году в Москве. Окончил Московский архитектурный институт, работал архитектором-реставратором. В советское время не публиковался, вошёл в число авторов первого и единственного номера самиздатского журнала «Литературный вестник», составленного в 1969 году. В постсоветской России выпустил шесть книг стихов и четыре книги эссе о современной русской поэзии. Преподавал в Школе современного искусства при Российском государственном гуманитарном университете. Руководил изданием поэтической книжной серии издательства «ОГИ» — одним из важнейших проектов поэтического книгоиздания рубежа 1990—2000-х гг. — а затем аналогичной серией «Нового издательства».
В марте 2014 года вместе с рядом других деятелей науки и культуры выразил своё несогласие с политикой российской власти в Крыму.

## Творчество
Поэзия Айзенберга чужда внешних эффектов и стремится к предельному аскетизму выразительных средств в рамках классической просодии — в этом отношении Айзенберг следует примеру Владислава Ходасевича. Лирический субъект стихов Айзенберга приобретает, как и у Ходасевича, стоические черты, причём обоснование этого стоицизма со временем эволюционирует от социального (естественное для позднесоветских лет ощущение затхлости культурной атмосферы и невозможности творческой реализации) к экзистенциальному.
Статьи Айзенберга, посвящённые ключевым фигурам русской поэзии второй половины XX века — Иосифу Бродскому, Всеволоду Некрасову, Евгению Харитонову, — отличаются тонкостью и глубиной конкретных наблюдений в сочетании со стремлением вписать отдельных авторов в широкий контекст культурного движения.
Стихи Айзенберга переводились на английский, французский, немецкий, шведский, итальянский, польский и словацкий языки, а статьи и эссе - на английский, немецкий, итальянский, французский, польский и латышский.

## Признание
Лауреат премии Андрея Белого (2003), премий журналов «Знамя» и «Стрелец». Лауреат поэтической премии «Anthologia» журнала «Новый мир» (2008). В 2017 награждён Большой премией «Московский счёт» за лучшую поэтическую книгу 2016 года.

## Труды
- Указатель имен: Стихи. — М.: Гендальф, 1993.
- Пунктуация местности: Стихи. — М.: АРГО-РИСК, 1995.
- Взгляд на свободного художника: Статьи. — М.: Гендальф, 1997.
- За Красными воротами: Стихи 1997—1999 гг. — М.: ОГИ, 2000.
- Другие и прежние вещи. — М.: Новое литературное обозрение, 2000.
- В метре от нас. — М.: Новое литературное обозрение, 2004.
- Оправданное присутствие: Статьи. — М.: Baltrus, Новое издательство, 2005.
- Контрольные отпечатки. — М.: Новое издательство, 2007.
- Рассеянная масса. — М.: Новое издательство, 2008.
- Переход на летнее время. — М.: Новое литературное обозрение, 2008.
- Скажешь зима. — М.: Новое издательство, 2017.
- Посмотри на муравьев. — М.: Новое издательство, 2020.